# Edebo-Sättra utskogs naturreservat
Edebo-Sättra utskogs naturreservat är ett naturreservat i Norrtälje kommun i Stockholms län.
Området är naturskyddat sedan 2006 och är 25,5 hektar stort. Reservatet omfattar en mindre höjd i norr och en bäck i söder. Reservatet består av barrblandskog och granskog.